# Héctor Caballero
Héctor Caballero är en ort i Mexiko.   Den ligger i kommunen Juárez och delstaten Nuevo León, i den centrala delen av landet, 700 km norr om huvudstaden Mexico City. Héctor Caballero ligger 429 meter över havet och antalet invånare är 5 812.
Terrängen runt Héctor Caballero är platt åt nordost, men åt sydväst är den kuperad. Runt Héctor Caballero är det ganska tätbefolkat, med 83 invånare per kvadratkilometer. Närmaste större samhälle är Monterrey, 19,7 km väster om Héctor Caballero. I omgivningarna runt Héctor Caballero växer huvudsakligen savannskog.